# CRINK
 (décembre 2024).
Les CRINK sont la Chine, la Russie, l'Iran et la Corée du Nord. Ce terme, un sigle et acronyme constitué des initiales des noms anglais de ces quatre pays (NK pour North Korea, la Corée du Nord), a été employé pour la première fois par Peter Van Praagh (en) lors du 15e Halifax International Security Forum (en) en 2023, qu'il présidait,,,.
Les CRINK ne constituent pas en 2025 une organisation formelle comme par exemple les BRICS, mais ils ont des régimes autoritaires qui se soutiennent mutuellement par des ressources économiques, militaires et diplomatiques en raison de leur commune opposition à l'Occident, et de leur implication dans des conflits militaires.
La Corée du Nord a ainsi proposé à la Russie en 2024, pour l'aider dans sa guerre en Ukraine, environ 10 000 soldats et 13 000 conteneurs d'obus d'artillerie, de roquettes antichar et de missiles balistiques KN-23, recevant en retour des livraisons de pétrole russe, l'aide de la Russie pour contourner les sanctions internationales et le transfert de certaines technologies permettant de développer des armes nucléaires tactiques. L'Iran fournit des drones de combat et a aussi promis de livrer des missiles balistiques à la Russie.